# Compagno sì, compagno no, compagno un cazz
Compagno sì, compagno no, compagno un cazz è una canzone composta e scritta da Ricky Gianco, con l'apporto di Gianfranco Manfredi, incisa nel 1978 e pubblicata nell'album Arcimboldo. Il brano è stato definito un vero e proprio documento della vita di quegli anni.

## Testo e significato
Il brano era stato pubblicato nell'estate del 1978, a quel tempo il movimento del Settantasette aveva esaurito la spinta propulsiva, e il riflusso nel privato aveva già mostrato i primi sintomi. 
Nel brano Gianco presagisce il tramonto delle ideologie, e intravede le vie dell’età del riflusso. Il testo, ironico e sferzante, in particolare si riferisce a certe persone che erano alternativi di facciata e che confondevano il “personale” con il “politico” .

## Citazioni
L'espressione Compagno sì, compagno no, compagno un cazz è diventata di uso comune, utilizzata per esempio come titolo di una scheda dei cinquantamila di Giorgio Dell'Arti . Il brano è stato citato da scrittori come Enrico Brizzi  e Massimo Carlotto .

## Musicisti
- Ricky Gianco
- Franz Di Cioccio,
- Patrick Djivas,
- Franco Mussida,
- Flavio Premoli